# Cnemalobus hirsutus
Cnemalobus hirsutus is een keversoort uit de familie van de loopkevers (Carabidae). De wetenschappelijke naam van de soort is voor het eerst geldig gepubliceerd in 1997 door Lagos & Roig-Junient.